# Kfz-Kennzeichen (Russland)
Russische Kfz-Kennzeichen der aktuellen Serie sind in der Regel weiß mit schwarzer Schrift, üblicherweise mit einem Buchstaben, drei Ziffern und anschließend zwei Buchstaben, gefolgt von einem abgetrennten Feld, dessen Zahlenangabe Auskunft über die Herkunft des Fahrzeugs gibt.
Ein Befahren des eigenen Staatsgebietes mit den russischen Kennzeichen für die besetzten Gebiete (Krim: 82, 92; Süd- und Ostukraine: 180, 181, 184, 185) ist von Seiten der Ukraine, aber auch in anderen Ländern wie z. B. der Europäischen Union verboten.

## Aufbau der Kennzeichen

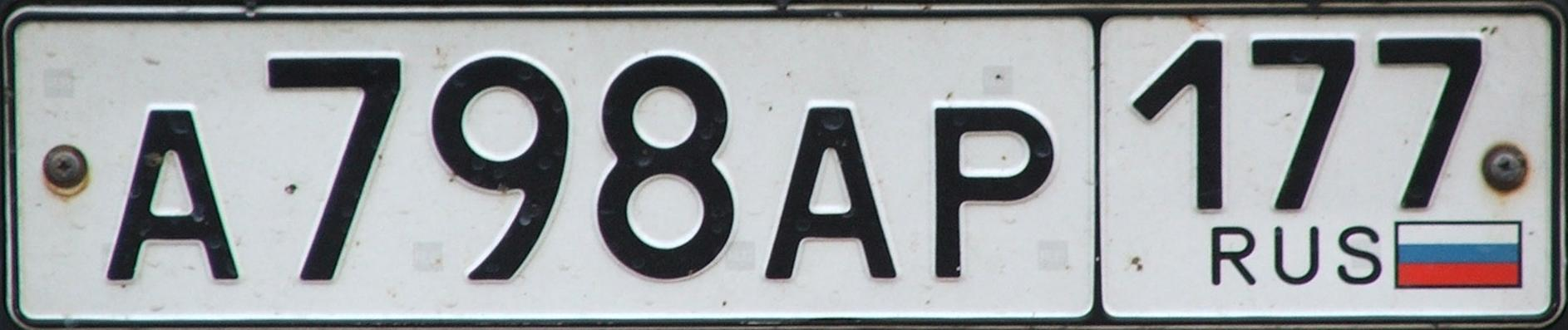
Russisches Kennzeichen, hier Stadt Moskau (177)

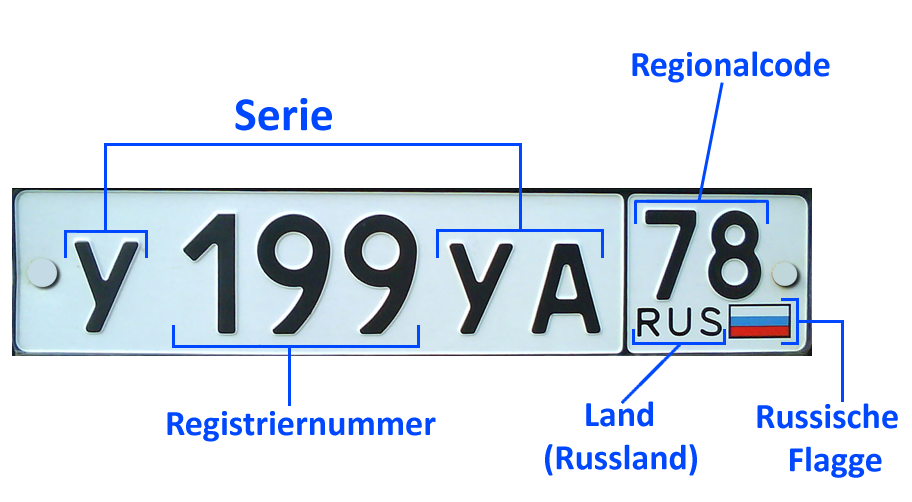

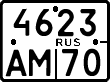
Kennzeichen für Motorräder, hier Oblast Tomsk (70)

Die Kennzeichen sind in überwiegender Zahl einzeilig in der Größe der meisten europäischen Nummernschilder. Unter Umständen können sie auch zweizeilig sein, wenn dies besser zu den Gegebenheiten des Fahrzeugs passt. Dies trifft besonders auf Motorräder und spezielle Fahrzeuggruppen wie Traktoren zu. Für Pkw werden ausschließlich einzeilige Schilder verwendet. Die Kennzeichenschilder setzen sich aus zwei Feldern zusammen. Im linken Feld steht die Erkennungsnummer des Fahrzeugs, das rechte Feld zeigt die Nummer des Föderationssubjekts, in dem das Fahrzeug zugelassen wurde, und darunter die englischsprachige Nationalitätenabkürzung „RUS“ mit der Flagge der Russischen Föderation. Bei Motorrädern wird aus Platzgründen auf die Flagge verzichtet.
Die Nummer, die das Föderationssubjekt wiedergibt, ist zwei- oder mittlerweile auch dreistellig. Dabei wurden die Subjekte, sortiert nach ihrem Status, in alphabetischer Reihenfolge durchnummeriert. Meistens entspricht die Nummer der Verwaltungsnummer des Subjekts. Durch Änderung der Verwaltungsstruktur, wie durch Fusionen, können aber Unterschiede auftreten.
Die Erkennungsnummer setzt sich bei Fahrzeugen aus einem Buchstaben, dann einer dreistelligen Zahl und schließlich nochmals zwei Buchstaben zusammen. Anhänger haben zwei Buchstaben, gefolgt von einer vierstelligen Zahl. Motorräder haben in der ersten Zeile eine vierstellige Zahl und in der zweiten Zeile links zwei Buchstaben und rechts das Feld der Subjektnummer. Dabei werden zur Erleichterung des internationalen Verkehrs nur Buchstaben verwendet, die sowohl im kyrillischen als auch im lateinischen Alphabet vorkommen, das sind die folgenden 12 Buchstaben:
А, В (= W), Е (= JE), К, М, Н (= N), О, Р (= R), С (= S), Т, У (= U), Х (= CH).
Daraus ergibt sich das Problem, dass die Anzahl an möglichen Nummernkombinationen begrenzt ist. Pro Nummernraum eines Subjekts können nur etwa 1,7 Millionen Autokennzeichen vergeben werden. Dies ergibt sich aus folgender Gleichung:
12 mögliche Buchstaben × 1000 (dreistellige Zahl, auch 000) × 12 mögliche Buchstaben × 12 mögliche Buchstaben = 1.728.000
Seit 2004/2005 werden deshalb in Subjekten, deren Nummernraum nicht mehr ausreichte, auch weitere Kennzeichen mit zwei- und dreistelliger Subjektnummer ausgegeben. Zuerst war das in Moskau der Fall (zunächst „77“, dann „99“, „97“ und inzwischen auch „177“, „199“, „197“, „777“, „799“ und „797“). Wegen des zunehmenden Nummernbedarfs ist es vorgesehen, etwas veränderte Kennzeichen mit vier statt drei Ziffern auszugeben.

## Besondere Nummernschilder

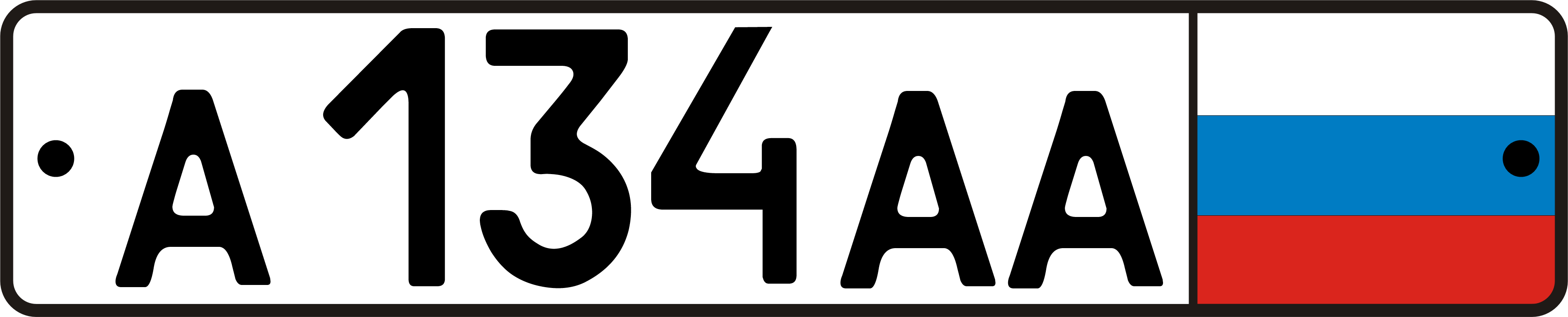
Präsidenten- oder Premierkennzeichen

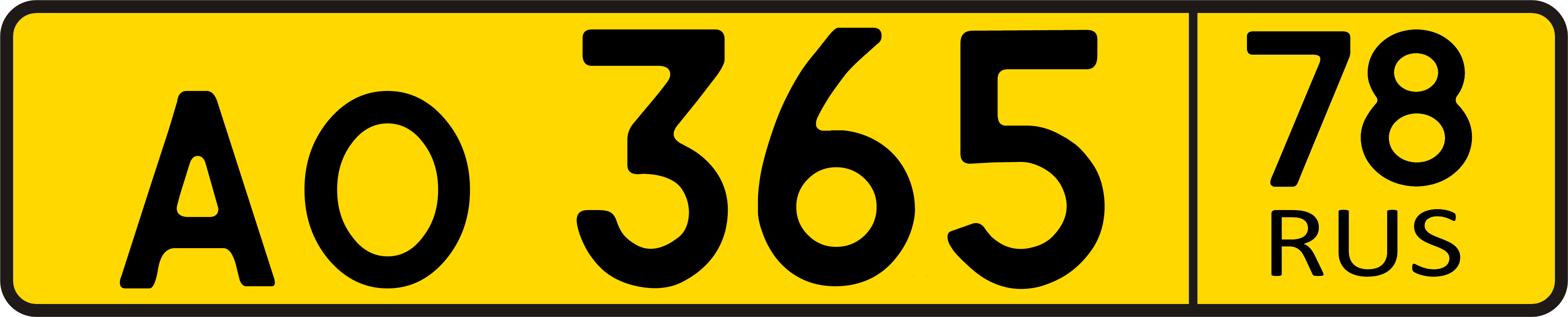
Gewerbliches Kennzeichen für Personentransport

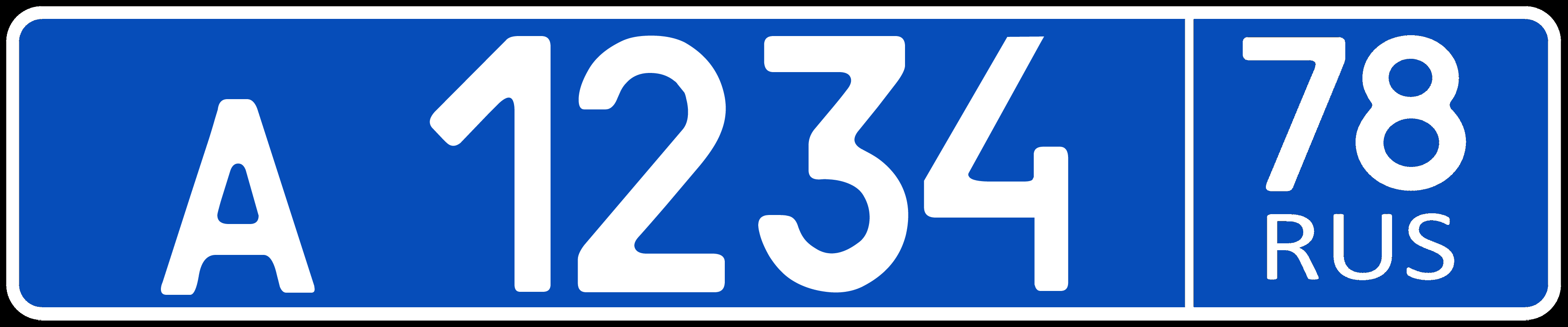
Polizeikennzeichen

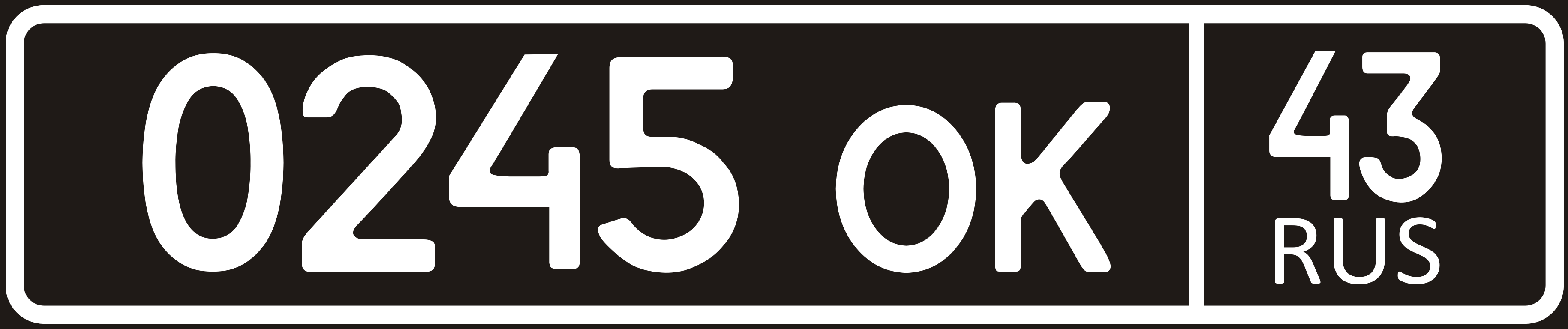
Kennzeichen des Militärs

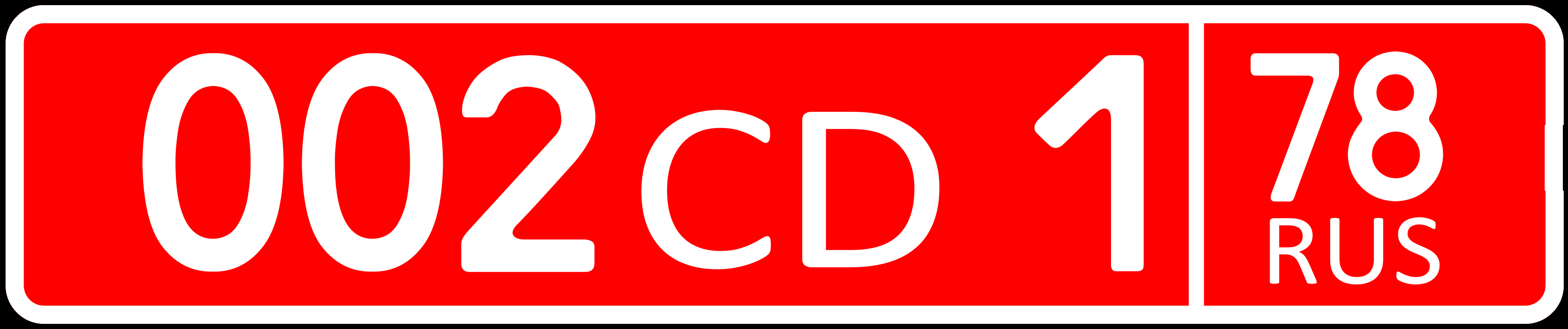
Kennzeichen für Diplomaten

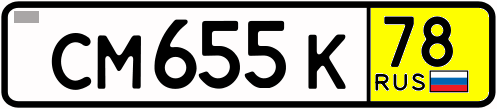
Überführungskennzeichen

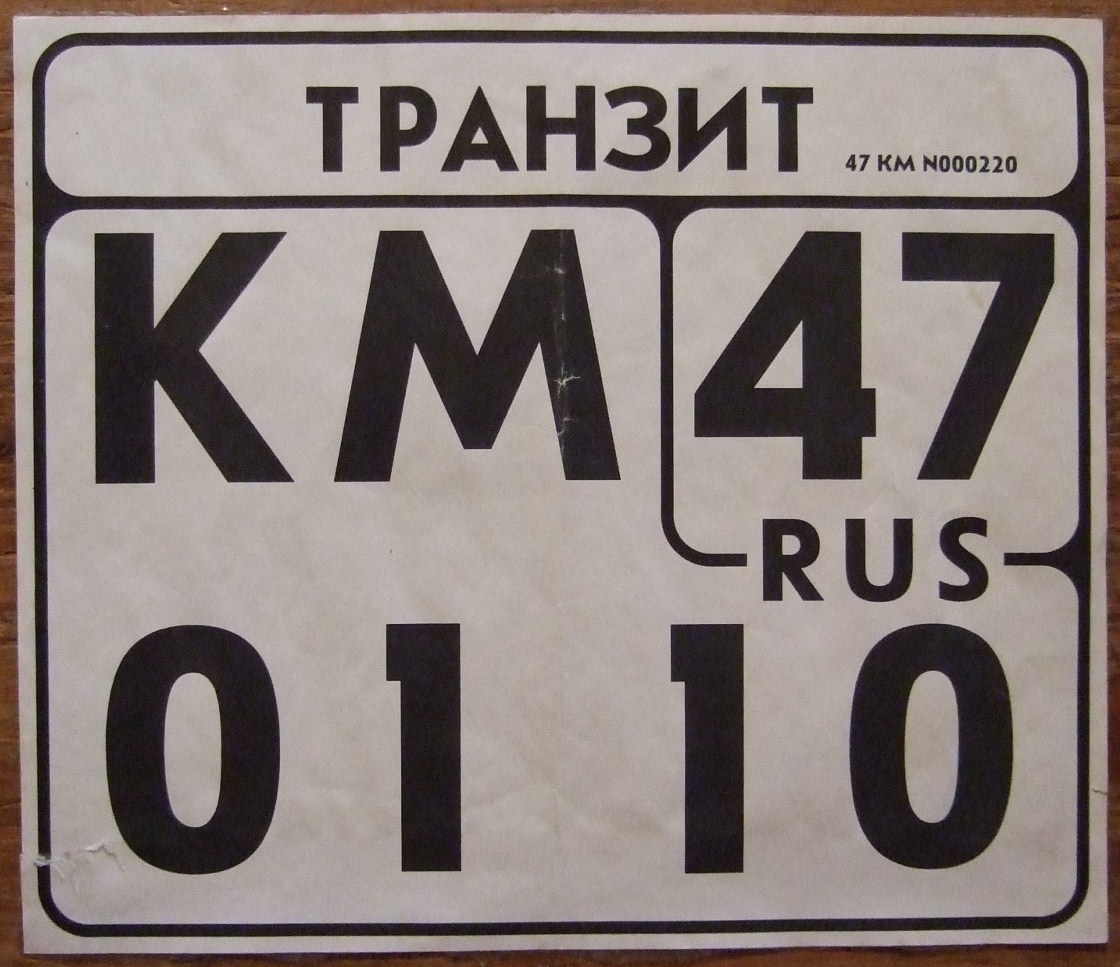
Transitkennzeichen bis 2010

Für bestimmte Fahrzeuggruppen werden besondere Kennzeichen ausgegeben, die sich besonders durch die Farbe, aber auch durch die Kennzeichenstruktur unterscheiden.
Für Regierungsfahrzeuge wurden Nummernschilder ausgegeben, die an Stelle der Subjektnummer die russische Flagge vergrößert zeigen. Meistens begannen die Erkennungszeichen dieser Nummern mit „A“. Fahrzeuge mit diesen Nummern haben einen besonderen Status und können dadurch von der Polizei nur eingeschränkt kontrolliert werden. So kam es zu häufigem Missbrauch dieser Nummern und infolgedessen zu einigen schweren Unfällen, abgesehen von häufigen schweren Gefährdungen des Verkehrs durch zu hohe Geschwindigkeit und riskante Manöver. Es wurden im Jahr 2006 nahezu alle diese Kennzeichen eingezogen. Nur noch Fahrzeuge, die direkt dem Fuhrpark des Präsidenten oder Premierministers angehören, haben solche Kennzeichen. Stattdessen wurden in Moskau Kennzeichen verschiedener Serien wie A(…)MP, E(…)KX, M(…)MM oder H(…)HH herausgegeben, wobei E(…)KX-Kennzeichen nur an hochrangige Mitarbeiter des FSB und FSO verteilt werden und etwa denselben Status wie die früheren Regierungskennzeichen genießen.
Gelbe Nummernschilder wurden bis etwa zum Jahre 2000 an Ausländer und Firmenwagen ausländischer Joint-Ventures vergeben. Dies führte teilweise zur Diskriminierung von Fahrzeugführern durch die Polizei, die eine Möglichkeit hatte, ungerechtfertigte Strafen zu erheben. Jetzt kennzeichnen sie gewerbliche Fahrzeuge für den Personentransport, also Busse, Taxis und Linientaxis. Die Erkennungsnummer besteht aus zwei Buchstaben und drei Ziffern.
Blau unterlegte Nummernschilder werden von der Polizei benutzt, auch bei deren Zivilfahrzeugen.
Schwarze Nummernschilder mit weißer Schrift kennzeichnen Fahrzeuge des Militärs und früher (bis die Nationalgarde gegründet wurde) auch des Innenministeriums.
Rote Nummernschilder mit weißen Zeichen stehen Diplomatenfahrzeugen zu. Die ersten drei Ziffern bezeichnen das Herkunftsland, gefolgt von den lateinischen Buchstaben „CD“, „D“ oder „T“ für den Status des Diplomaten. Den Abschluss bilden eine differenzierende ein- bis dreistellige Zahl sowie das Feld mit der Subjektnummer und dem Nationalitätszeichen „RUS“ ohne Flagge. „CD“-Kennzeichen werden an Leiter der diplomatischen Vertretungen vergeben. Irrtümlich wird dies oft als „corps diplomatique“ gedeutet, in russischen Unterlagen wird das Kennzeichen jedoch als „Chef de Mission“ definiert. Es kommt vor, dass mehrere „CD“-Kennzeichen pro Mission ausgegeben werden. So hat die Botschaft des Vereinigten Königreichs zwei solcher Kennzeichen: 001 CD1 und 001 CD2.
Mit „D“ gekennzeichnete Fahrzeuge werden an alle weiteren Mitarbeiter der diplomatischen Vertretungen vergeben, unabhängig davon, ob diese Mitglieder des „Corps Diplomatique“ sind oder nicht. Der Status „T“ gilt technischen Mitarbeitern, welche eingeschränkte diplomatische Immunität besitzen.
Weiß-gelbe Kennzeichen gelten für Fahrzeuge, die zwischen Kauf und Verkauf überführt werden. Sie zeigen zwei Hologramme und bestehen aus laminiertem Papier. Das Aussehen entspricht bis auf die Farbe des rechten Feldes dem der normalen Kennzeichen. Die laminierten Überführungskennzeichen lösten 2010 die Transitkennzeichen ab. Sie bestanden aus Papier und wurden an Front- und Heckscheibe geklebt. Zusätzlich zur Nummer des Subjekts und der Erkennungsnummer zeigten sie das Wort „ТРАНЗИТ“ (Transit) zu Beginn.

## Historische Kennzeichen der UdSSR

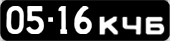
Kennzeichen von 1958 bis 1981

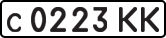
Kennzeichen ab 1981

Das aktuelle System der Kfz-Kennzeichen wurde in den Jahren 1993/94 eingeführt, als nach der Auflösung der Sowjetunion ein eigenes Kennzeichnungssystem nötig wurde. Noch sind zwei Typen der UdSSR manchmal im Straßenbild zu sehen.
Das ältere System von 1959 bis 1981/82 verwendet schwarze Nummernschilder mit weißer Beschriftung. Das Kennzeichen an der Fahrzeugvorderseite war einzeilig, das hintere zweizeilig. Vier Ziffern, durch einen Bindestrich zweistellig getrennt vorn und hinten in der ersten Zeile. Dahinter standen in der zweizeiligen Form drei Buchstaben, wovon die beiden ersten der Verwaltungseinheit, aus der das Fahrzeug stammte, zugeordnet waren, die Oblast oder eine (autonome) Republik. Häufig gab der dritte Buchstabe die Fahrzeugkategorie an: Privat- oder staatliches Fahrzeug.
Von 1982 bis 1993 wurden in der UdSSR neue Kennzeichen ausgegeben, weiße Kennzeichen mit schwarzer Schrift. Private Kennzeichen mit einem Buchstaben gefolgt von einer vierstelligen Zahl und weiteren zwei Buchstaben für das Verwaltungsgebiet. Staatliche Fahrzeuge hatten dagegen eine vierstellige Zahl, gefolgt von drei Buchstaben, auch hierbei die ersten beiden für das Herkunftsgebiet.
In allen diesen Fällen handelte es sich bei den Buchstaben um diejenigen aus dem kyrillischen Alphabet.
Siehe auch: Kfz-Kennzeichen (Sowjetunion)

## Liste der Kfz-Kennzeichen Russlands

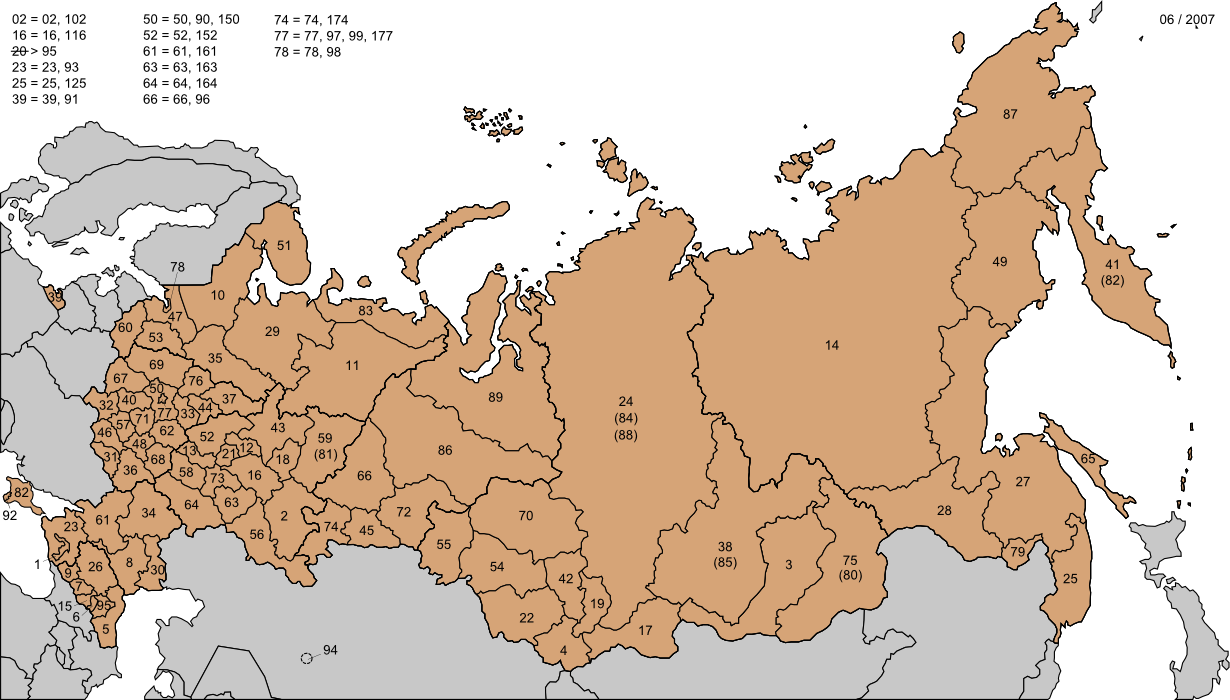
Russische Föderationssubjekte mit den Nummern der Kfz-Kennzeichen

Nicht mehr ausgegebene Bezirksnummern werden kursiv dargestellt.
| Nr. | Subjekt der Russischen Föderation (RF) | Föderationskreis der RF      |
| --- | --- | ---------------------------- |
| 01  | Republik Adygeja | Südrussland                  |
| 02  | Republik Baschkortostan | Wolga                        |
| 03  | Republik Burjatien | Sibirien                     |
| 04  | Republik Altai | Sibirien                     |
| 05  | Republik Dagestan | Nordkaukasus                 |
| 06  | Republik Inguschetien | Nordkaukasus                 |
| 07  | Republik Kabardino-Balkarien | Nordkaukasus                 |
| 08  | Republik Kalmückien | Südrussland                  |
| 09  | Republik Karatschai-Tscherkessien | Nordkaukasus                 |
| 10  | Republik Karelien | Nordwestrussland             |
| 11  | Republik Komi | Nordwestrussland             |
| 12  | Republik Mari El | Wolga                        |
| 13  | Republik Mordwinien | Wolga                        |
| 14  | Republik Sacha (Jakutien) | Ferner Osten                 |
| 15  | Republik Nordossetien-Alanien | Nordkaukasus                 |
| 16  | Republik Tatarstan | Wolga                        |
| 17  | Republik Tuwa | Sibirien                     |
| 18  | Republik Udmurtien | Wolga                        |
| 19  | Republik Chakassien | Sibirien                     |
| 20  | Republik Tschetschenien (jetzt 95) | Nordkaukasus                 |
| 21  | Republik Tschuwaschien | Wolga                        |
| 22  | Region Altai | Sibirien                     |
| 23  | Region Krasnodar | Südrussland                  |
| 24  | Region Krasnojarsk (mit dem Autonomen Kreis Taimyr (84) und dem Autonomen Kreis der Ewenken (88) zur Region Krasnojarsk fusioniert)                                                                       | Sibirien                     |
| 25  | Region Primorje | Ferner Osten                 |
| 26  | Region Stawropol | Nordkaukasus                 |
| 27  | Region Chabarowsk | Ferner Osten                 |
| 28  | Oblast Amur | Ferner Osten                 |
| 29  | Oblast Archangelsk | Nordwestrussland             |
| 30  | Oblast Astrachan | Südrussland                  |
| 31  | Oblast Belgorod | Zentralrussland              |
| 32  | Oblast Brjansk | Zentralrussland              |
| 33  | Oblast Wladimir | Zentralrussland              |
| 34  | Oblast Wolgograd | Südrussland                  |
| 35  | Oblast Wologda | Nordwestrussland             |
| 36  | Oblast Woronesch | Zentralrussland              |
| 37  | Oblast Iwanowo | Zentralrussland              |
| 38  | Oblast Irkutsk (mit dem Autonomen Kreis der Ust-Ordynsker Burjaten (85) zur Oblast Irkutsk fusioniert) | Sibirien                     |
| 39  | Oblast Kaliningrad (Königsberg) | Nordwestrussland             |
| 40  | Oblast Kaluga | Zentralrussland              |
| 41  | Region Kamtschatka (Fusion der Oblast Kamtschatka (41) mit dem Autonomen Kreis der Korjaken (82)) | Ferner Osten                 |
| 41  | Oblast Kamtschatka (mit dem Autonomen Kreis der Korjaken (82) zur Region Kamtschatka fusioniert) | Ferner Osten                 |
| 42  | Oblast Kemerowo | Sibirien                     |
| 43  | Oblast Kirow | Wolga                        |
| 44  | Oblast Kostroma | Zentralrussland              |
| 45  | Oblast Kurgan | Ural                         |
| 46  | Oblast Kursk | Zentralrussland              |
| 47  | Oblast Leningrad | Nordwestrussland             |
| 48  | Oblast Lipezk | Zentralrussland              |
| 49  | Oblast Magadan | Ferner Osten                 |
| 50  | Oblast Moskau | Zentralrussland              |
| 51  | Oblast Murmansk | Nordwestrussland             |
| 52  | Oblast Nischni Nowgorod | Wolga                        |
| 53  | Oblast Nowgorod | Nordwestrussland             |
| 54  | Oblast Nowosibirsk | Sibirien                     |
| 55  | Oblast Omsk | Sibirien                     |
| 56  | Oblast Orenburg | Wolga                        |
| 57  | Oblast Orjol | Zentralrussland              |
| 58  | Oblast Pensa | Wolga                        |
| 59  | Oblast Perm (mit dem Autonomen Kreis der Komi-Permjaken (81) zur Region Perm fusioniert) | Wolga                        |
| 60  | Oblast Pskow | Nordwestrussland             |
| 61  | Oblast Rostow | Südrussland                  |
| 62  | Oblast Rjasan | Zentralrussland              |
| 63  | Oblast Samara | Wolga                        |
| 64  | Oblast Saratow | Wolga                        |
| 65  | Oblast Sachalin | Ferner Osten                 |
| 66  | Oblast Swerdlowsk (Jekaterinburg) | Ural                         |
| 67  | Oblast Smolensk | Zentralrussland              |
| 68  | Oblast Tambow | Zentralrussland              |
| 69  | Oblast Twer | Zentralrussland              |
| 70  | Oblast Tomsk | Sibirien                     |
| 71  | Oblast Tula | Zentralrussland              |
| 72  | Oblast Tjumen | Ural                         |
| 73  | Oblast Uljanowsk | Wolga                        |
| 74  | Oblast Tscheljabinsk | Ural                         |
| 75  | Region Transbaikalien (Fusion der Oblast Tschita (75) mit dem Autonomen Kreis der Aginer Burjaten (80))                                                                                                   | Sibirien                     |
| 75  | Oblast Tschita (mit dem Autonomen Kreis der Aginer Burjaten (80) zur Region Transbaikalien fusioniert) | Sibirien                     |
| 76  | Oblast Jaroslawl | Zentralrussland              |
| 77  | Stadt Moskau | Zentralrussland              |
| 78  | Stadt Sankt Petersburg | Nordwestrussland             |
| 79  | Jüdische Autonome Oblast | Ferner Osten                 |
| 80  | Autonomer Kreis der Aginer Burjaten (mit der Oblast Tschita (75) zur Region Transbaikalien fusioniert) | Sibirien                     |
| 81  | Autonomer Kreis der Komi-Permjaken (mit der Oblast Perm (59) zur Region Perm fusioniert) | Wolga                        |
| 82  | Republik Krim | Besetztes Gebiet der Ukraine |
| 82  | Autonomer Kreis der Korjaken (mit der Oblast Kamtschatka (41) zur Region Kamtschatka fusioniert) | Ferner Osten                 |
| 83  | Autonomer Kreis der Nenzen | Nordwestrussland             |
| 84  | Autonomer Kreis Taimyr (mit dem Autonomen Kreis der Ewenken (88) und der Region Krasnojarsk (24) zur Region Krasnojarsk fusioniert)                                                                       | Sibirien                     |
| 85  | Autonomer Kreis der Ust-Ordynsker Burjaten (mit der Oblast Irkutsk (38) zur neuen Oblast Irkutsk fusioniert)                                                                                              | Sibirien                     |
| 86  | Autonomer Kreis der Chanten und Mansen | Ural                         |
| 87  | Autonomer Kreis der Tschuktschen | Ferner Osten                 |
| 88  | Autonomer Kreis der Ewenken (mit dem Autonomen Kreis Taimyr (84) und der Region Krasnojarsk (24) zur Region Krasnojarsk fusioniert)                                                                       | Sibirien                     |
| 89  | Autonomer Kreis der Jamal-Nenzen | Ural                         |
|     | ERWEITERTER NUMMERNRAUM |                              |
| 90  | Oblast Moskau (zweite Nummernvergabe [nach 50]) | Zentralrussland              |
| 91  | Oblast Kaliningrad (zweite Nummernvergabe [nach 39]) | Nordwestrussland             |
| 92  | Stadt Sewastopol | Besetztes Gebiet der Ukraine |
| 93  | Region Krasnodar (zweite Nummernvergabe [nach 23]) | Südrussland                  |
| 94  | Fahrzeuge in Gebieten außerhalb der Grenzen der Russischen Föderation, aber unter Verwaltung des Russischen Innenministeriums (Mitarbeiter am Weltraumbahnhof Baikonur, Friedenstruppe in Abchasien etc.) |                              |
| 95  | Republik Tschetschenien | Nordkaukasus                 |
| 96  | Oblast Swerdlowsk (Jekaterinburg) (zweite Nummernvergabe [nach 66]) | Ural                         |
| 97  | Stadt Moskau (dritte Nummernvergabe [nach 99]) | Zentralrussland              |
| 98  | Stadt Sankt Petersburg (zweite Nummernvergabe [nach 78]) | Nordwestrussland             |
| 99  | Stadt Moskau (zweite Nummernvergabe [nach 77]) | Zentralrussland              |
| 102 | Republik Baschkortostan (zweite Nummernvergabe [nach 02]) | Wolga                        |
| 113 | Republik Mordwinien (zweite Nummernvergabe [nach 13]) | Wolga                        |
| 116 | Republik Tatarstan (zweite Nummernvergabe [nach 16]) | Wolga                        |
| 121 | Republik Tschuwaschien (zweite Nummernvergabe [nach 21]) | Wolga                        |
| 123 | Region Krasnodar (dritte Nummernvergabe [nach 93]) | Südrussland                  |
| 124 | Region Krasnojarsk (Nummernvergabe [nach 24, 84 und 88]) | Sibirien                     |
| 125 | Region Primorje (zweite Nummernvergabe [nach 25]) | Ferner Osten                 |
| 126 | Region Stawropol (zweite Nummernvergabe [nach 26]) | Nordkaukasus                 |
| 134 | Oblast Wolgograd (zweite Nummernvergabe [nach 34]) | Südrussland                  |
| 136 | Oblast Woronesch (zweite Nummernvergabe [nach 36]) | Zentralrussland              |
| 138 | Oblast Irkutsk (zweite Nummernvergabe [nach 38]) | Sibirien                     |
| 142 | Oblast Kemerowo (zweite Nummernvergabe [nach 42]) | Sibirien                     |
| 147 | Oblast Leningrad (zweite Nummernvergabe [nach 47]) | Nordwestrussland             |
| 150 | Oblast Moskau (dritte Nummernvergabe [nach 90]) | Zentralrussland              |
| 152 | Oblast Nischni Nowgorod (zweite Nummernvergabe [nach 52]) | Wolga                        |
| 154 | Oblast Nowosibirsk (zweite Nummernvergabe [nach 54]) | Sibirien                     |
| 159 | Region Perm (zweite Nummernvergabe [nach 59]) | Wolga                        |
| 161 | Oblast Rostow (zweite Nummernvergabe [nach 61]) | Südrussland                  |
| 163 | Oblast Samara (zweite Nummernvergabe [nach 63]) | Wolga                        |
| 164 | Oblast Saratow (zweite Nummernvergabe [nach 64]) | Wolga                        |
| 173 | Oblast Uljanowsk (zweite Nummernvergabe [nach 73]) | Wolga                        |
| 174 | Oblast Tscheljabinsk (zweite Nummernvergabe [nach 74]) | Ural                         |
| 177 | Stadt Moskau (vierte Nummernvergabe [nach 97]) | Zentralrussland              |
| 178 | Stadt Sankt Petersburg (dritte Nummernvergabe [nach 98]) | Nordwestrussland             |
| 180 | Oblast Donetsk | Besetztes Gebiet der Ukraine |
| 181 | Oblast Luhansk | Besetztes Gebiet der Ukraine |
| 184 | Oblast Cherson | Besetztes Gebiet der Ukraine |
| 185 | Oblast Saporoschje | Besetztes Gebiet der Ukraine |
| 186 | Autonomer Kreis der Chanten und Mansen (zweite Nummernvergabe [nach 86]) | Ural                         |
| 190 | Oblast Moskau (vierte Nummernvergabe [nach 150]) | Zentralrussland              |
| 196 | Oblast Swerdlowsk (Jekaterinburg) (dritte Nummernvergabe [nach 96]) | Ural                         |
| 197 | Stadt Moskau (sechste Nummernvergabe [nach 199]) | Zentralrussland              |
| 198 | Stadt Sankt Petersburg (vierte Nummernvergabe [nach 178]) | Nordwestrussland             |
| 199 | Stadt Moskau (fünfte Nummernvergabe [nach 177]) | Zentralrussland              |
| 702 | Republik Baschkortostan (dritte Nummernvergabe [nach 102]) | Wolga                        |
| 716 | Republik Tatarstan (dritte Nummernvergabe [nach 116]) | Wolga                        |
| 750 | Oblast Moskau (fünfte Nummernvergabe [nach 190]) | Zentralrussland              |
| 761 | Oblast Rostow (dritte Nummernvergabe [nach 161]) | Südrussland                  |
| 763 | Oblast Samara (dritte Nummernvergabe [nach 163]) | Wolga                        |
| 777 | Stadt Moskau (siebte Nummernvergabe [nach 197]) | Zentralrussland              |
| 797 | Stadt Moskau | Zentralrussland              |
| 799 | Stadt Moskau (achte Nummernvergabe [nach 777]) | Zentralrussland              |

## Liste der Nummern bei Diplomaten-Kennzeichen
| 001 Vereinigtes Königreich 002 Deutschland 003 Kanada 004 Vereinigte Staaten 005 Japan 006 Spanien 007 Frankreich 008 Belgien 009 Griechenland 010 Dänemark 011 Italien 012 Luxemburg 013 Niederlande 014 Norwegen 015 Türkei 016 Australien 017 Österreich 018 Algerien 019 Ägypten 020 Ruanda 021 Argentinien 022 Afghanistan 023 Myanmar 024 Bolivien 025 Brasilien 026 Burkina Faso 027 Ghana 028 Bangladesch 029 Guinea 030 Sambia 031 Peru 032 Indien 033 Indonesien 034 Jordanien 035 Irak 036 Iran 037 Irland 038 Island 039 Kambodscha 040 Kenia 041 Zypern 042 Republik Kongo 043 Costa Rica 044 Kuwait 045 Laos 046 Liberia 047 Libanon 048 Libyen 049 Mali 050 Marokko 051 Mexiko 052 Nepal 053 Nigeria 054 Venezuela 055 Neuseeland 056 Pakistan 057 Burkina Faso | 058 Senegal 059 frei 060 Somalia 061 Sudan 062 Sierra Leone 063 Thailand 064 Tansania 065 Tunesien 066 Uganda 067 Uruguay 068 Philippinen 069 Finnland 070 Sri Lanka 071 Tschad 072 Schweiz 073 Schweden 074 Ecuador 075 Äthiopien 076 Angola 077 Demokratische Republik Kongo 078 Kolumbien 079 Kamerun 080 Guinea-Bissau 081 Portugal 082 Bulgarien 083 Ungarn 084 Vietnam 085 frei, ehem. DDR 086 Polen 087 Nordkorea 088 Kuba 089 Mongolei 090 Volksrepublik China 091 Rumänien 092 frei, ehem. Tschechoslowakei 093 Serbien (ehem. Jugoslawien) 094 Benin 095 Gabun 096 Guyana 097 Mauretanien 098 Madagaskar 099 Malaysia 100 Niger 101 Singapur 102 Togo 103 Zentralafrikanische Republik 104 Jamaika 105 Jemen 106 frei 107 Palästina 108 Nicaragua 109 Mosambik 110 Äquatorialguinea 111 Malteserorden 112 Malta 113 Kap Verde 114 frei | 115 Sambia 116 Vereinigte Arabische Emirate 117 Elfenbeinküste 118 Namibia 119 frei 120 Oman 121 Katar 122 frei 123 frei 124 Südkorea 125 Chile 126 Panama 127 Israel 128 Nordmazedonien 129 Albanien 130 frei 131 Vatikanstadt 132 Litauen 133 Syrien 134 Estland 135 Lettland 136 Bahrain 137 Südafrika 138 Armenien 139 frei 140 Saudi-Arabien 141 Slowenien 142 Usbekistan 143 Kirgisistan 144 Kroatien 145 Aserbaidschan 146 Ukraine 147 Moldau 148 Tschechien 149 Slowakei 150 Belarus 151 Tadschikistan 152 Turkmenistan 153 Kasachstan 154 Guatemala 155 Bosnien und Herzegowina 156 Eritrea 157 Paraguay 158 Georgien 159 Brunei 160 Gambia 161 Vietnam 162 Mauritius 163 Dominikanische Republik 164 Montenegro 165 Südossetien 166 Abchasien 167 Dschibuti 168 Südsudan 169 El Salvador 170 Grenada |

Internationale Organisationen
499 -  Europäische Union
500 -  EBRD
501 - frei
502 - frei
503 -  Arabische Liga

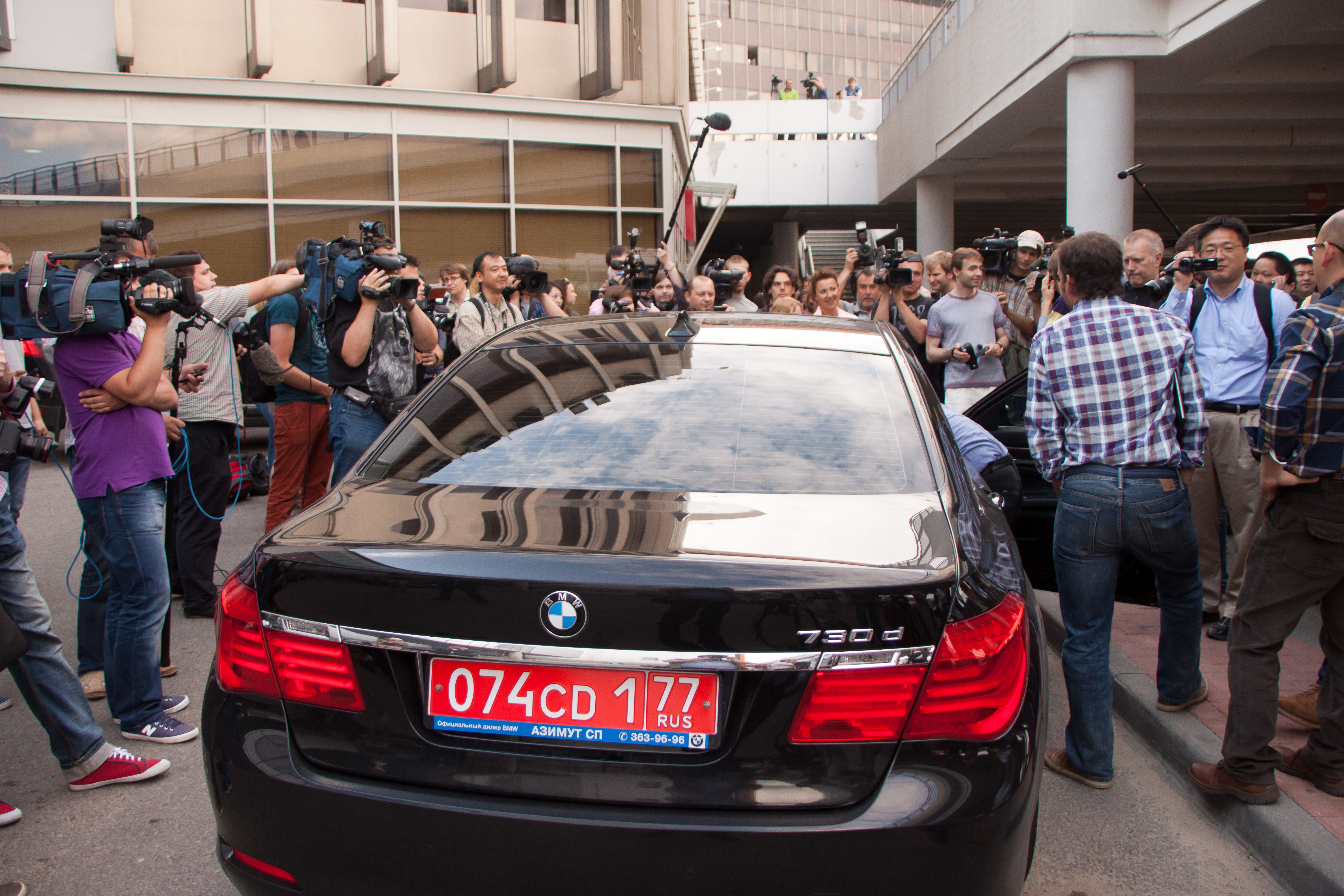
Chef de Mission der Botschaft Ecuadors

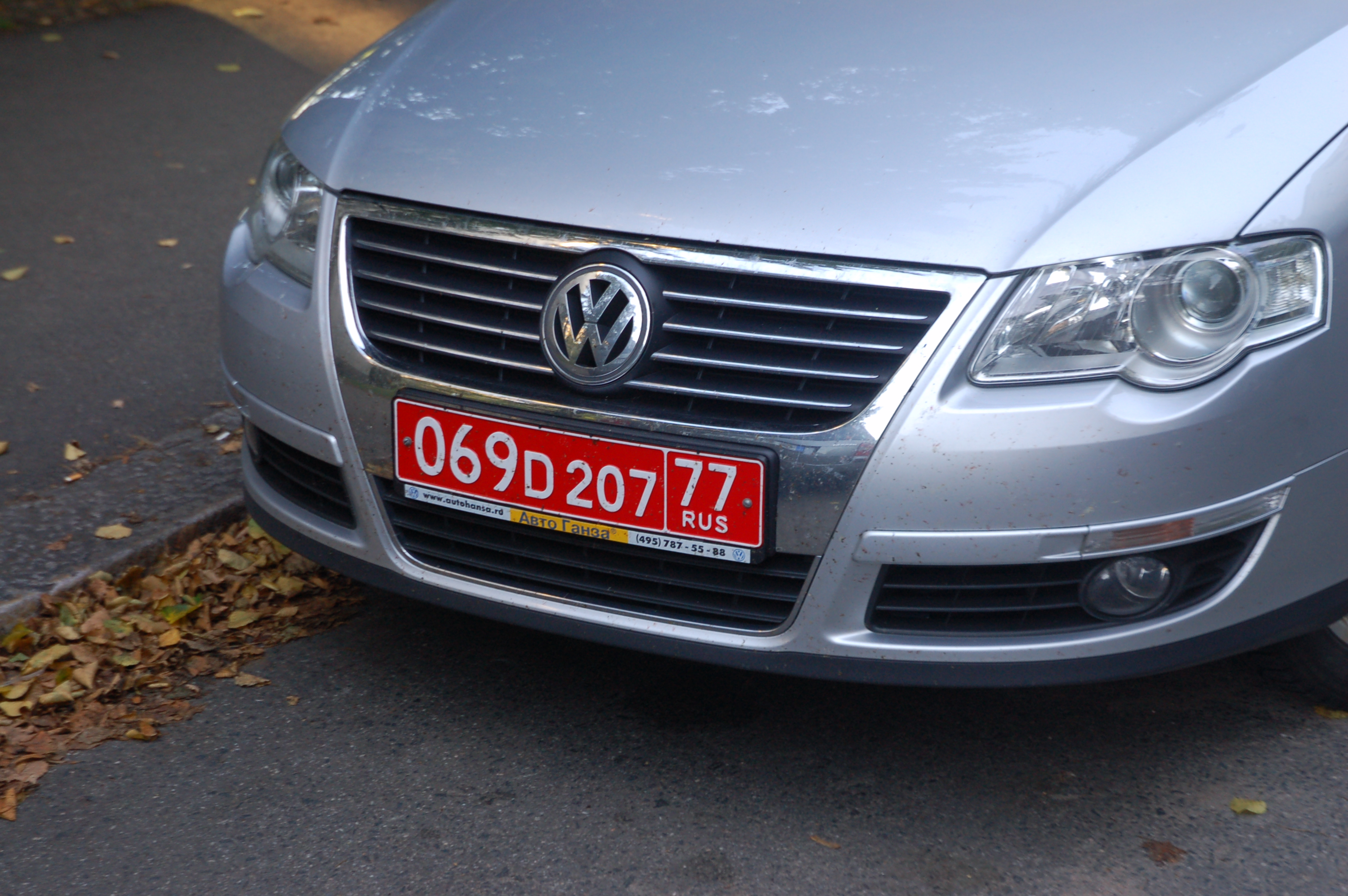
Diplomatenfahrzeug der finnischen Botschaft in Moskau, aufgenommen in Finnland

504 - Internationale Bank für Wiederaufbau und Entwicklung
505 - Internationaler Währungsfonds
506 - Internationale Organisation für Migration
507 -  Internationale Föderation der Rotkreuz- und Rothalbmond-Gesellschaften
508 -  Internationales Komitee vom Roten Kreuz
509 -  IFC
510 -  UNIDO
511 -  UNO
512 -  UNESCO
514 - Internationale Bank für wirtschaftliche Zusammenarbeit
515 - Internationale Investment Bank
516 - Intersputnik
517 - Internationales Zentrum für wissenschaftliche und technische Information
518 - Internationales Wissenschafts- und Technik-Zentrum
520 -  ILO
521 - Interelektro Internationale Organisation für wirtschaftliche, wissenschaftliche und technische Zusammenarbeit in der Elektroindustrie
522 -  GUS
523 -  GUS
524 - Europäische Weltraumorganisation
525 - Eurasische Patentorganisation
526 - frei
527 -  GUS
528 - Interstate Bank
529 - Eurasische Wirtschaftsgemeinschaft
530 - Internationales Forschungsinstitut für Verwaltungsprobleme
531 - Organisation des Vertrags über kollektive Sicherheit
532 -  GUS
533 -  GUS
534 - Eurasische Entwicklungs-Bank
535 -  GUS
900 - Honorarkonsul